# Zbigniew Dregier
Zbigniew Dregier (Cumań, 17 luglio 1935) è un ex cestista polacco.

## Carriera
Con la Polonia ha disputato due edizioni dei Giochi olimpici (Roma 1960, Tokyo 1964), i Campionati mondiali del 1967 e quattro edizioni dei Campionati europei (1959, 1963, 1965, 1967).